# خیابان کوئین (تورنتو)
خیابان کوئین (انگلیسی: Queen Street) یک گذرگاه اصلی شرقی-غربی در تورنتو، انتاریو، کانادا است. از خیابان رونسسوالس و خیابان کینگ (تورنتو) در غرب تا خیابان ویکتوریا پارک در شرق امتداد دارد.
بخش غربی کوئین (گاهی به راحتی «کوئین غرب» نامیده می‌شود) مرکزی برای پخش، موسیقی، مد، اجرا و هنرهای تجسمی کانادا است. در طول چند دههٔ گذشته، «کوئین وست» به یک مرکز هنری بین‌المللی و یک جاذبه گردشگری در تورنتو تبدیل شده‌است.